# علیت گرانجر
در آمار، علیت گرانجر (به انگلیسی: Granger causality) یک آزمون فرض آماری است برای تشخیص علیت میان سری‌های زمانی. این آزمون براساس این اصل است که «علت از نظر زمانی بر معلولش مقدم است.» بنابراین هرگاه مقادیر گذشتهٔ سری زمانی {\displaystyle X(t)} در پیش‌بینی مقادیر آیندهٔ سری زمانی دیگر {\displaystyle Y(t)} به طرز معناداری کمک کند بیشتر از آنچه مقادیر گذشتهٔ خود {\displaystyle Y(t)} می‌تواند کمک کند گوییم فرآیند {\displaystyle X} علت فرآیند {\displaystyle Y} است در معیار گرانجر. علیت گرانجر حاصل کار کلیو گرانجر است که جایزه نوبل اقتصاد را برای او به ارمغان آورد.
در عمل برای تشخیص علیت گرانجر میان دو سری زمانی X و Y دو رگرسیون خطی انجام می‌گیرد:
{\displaystyle Y(t)=\sum _{i=1}^{L}\alpha _{i}Y(t-i)+\varepsilon _{1}(t)}
{\displaystyle Y(t)=\sum _{i=1}^{L}\alpha _{i}Y(t-i)+\sum _{i=1}^{L}\beta _{i}X(t-i)+\varepsilon _{2}(t)}
اگر مدل دوم به طرز معناداری مدل بهتری برای پیش‌بینی سری زمانی {\displaystyle Y} باشد، گوییم فرآیند {\displaystyle X} علت فرآیند {\displaystyle Y} است در معیار گرانجر. آزمون علیت گرانجر برای بیش از دو سری زمانی توسط مدل اتورگرسیو برداری انجام می‌گیرد.

## مطالعه بیشتر
- Anil Seth (2007) Granger causality. Scholarpedia, 2(7):1667., revision #91329
- M. Eichler (2012). Causal inference in time series analysis. In: C. Berzuini, A.P. Dawid, L. Bernardinelli (eds), Causality: Statistical Perspectives and Applications, Wiley, Chichester.